# Amama Mbabazi
Amama Mbabazi (1949. január 16. –) ugandai ügyvéd és politikus, 2011. május 24. óta Uganda miniszterelnöke. Mielőtt ezt a posztot betöltötte, az ugandai kormány titokminisztere volt 2009-től. Ezenkívül a parlament tagja is.

## Tanulmányai
Általános iskolai tanulmányait Kabale városában kezdte. Érettségije után a kampalai Makerere Egyetemen tanult jogot 1975-től 1978-ig. A '80-as évek elején bíró is volt.

## Hivatásos karrierje
Mielőtt bekapcsolódott volna Uganda politikai életébe az állam ügyvédjeként dolgozott, majd az Ugandai Törvénytanács titkára volt. 1986 és 1991 között a Külső Biztonsági Szervezet vezetője volt. Majd a Nemzeti Ellenállási Mozgalom nevű párt tagja lett. 1994-től az Alkotmányozó Nemzetgyűlés tagja lett. Később kinevezték a választmányi elnöki posztra.
Az ezredforduló előtt államtitkára volt a Honvédelmi Minisztériumnak. Később védelmi miniszternek nevezték ki (2004-2009). Ezt követően titokminiszter volt 2011-ig, amikor miniszterelnöknek nevezték ki. Ő volt a tizedik miniszterelnök Uganda történetében.
2014. szeptember 18-án Ruhakana Rugunda váltotta posztján.
Leváltása után azonban felmerült mint új elnökjelölt.

## Családja
Házas, felesége Jacqueline Mbabazi, aki a Nemzeti Ellenállási Mozgalom női részlegét vezeti. Három gyermekük van.